# Фишер, Эдди (барабанщик)
Эдвард «Эдди» Фишер (англ. Eddie Fisher, род. 17 декабря 1973) — американский музыкант, барабанщик американской группы OneRepublic.

## Биография
Эдди вырос в Mission Viejo, Калифорния, и в настоящее время проживает в Денвере, штат Колорадо, где OneRepublic основана. Эдди присоединился к группе OneRepublic в 2005 году. Фишер является соавтором нескольких композиций с дебютного альбома группы Dreaming Out Loud, а именно: «Say (All I Need)», «Stop and Stare», «All Fall Down», «Won’t Stop» и «Someone to Save you». Он утверждает, что одним из самых значимых моментов в его жизни был выход этого самого альбома. Это заняло много времени, и когда альбом был наконец-то выпущен, он испытал ощущение схожее с тем, что огромный груз спал с его плеч.